# Можайский 141-й пехотный полк
141-й пехотный Можайский полк — пехотная воинская часть Русской императорской армии.

## Места дислокации
- 1887—1892 — Воронеж[1]
- 1903—1914 — Орёл

## История
Полк сформирован 13 октября 1863 г. из 4-го резервного батальона и бессрочноотпускных 5-го и 6-го батальонов Селенгинского пехотного полка, в составе трёх батальонов, под названием Можайского пехотного полка, причём полку присвоено старшинство с 29 ноября 1796 г., то есть со дня сформирования 41-го пехотного Селенгинского полка. 25 марта 1864 г. к наименованию Можайского полка был присоединён № 141. Во время русско-турецкой войны 1877—1878 гг. Можайский полк охранял побережье Чёрного моря, а затем вошёл в состав Нижне-Дунайского отряда.
14 мая 1879 г. из трёх стрелковых рот и вновь образованной 16-й роты был сформирован 4-й батальон.

Остается добавить еще, что [24 августа 1914 года] 141-го пехотного Можайского полка штабс-капитан Семячкин с горстью людей шестидневными боями пробился [из окружения под Алленштейном] через расположение 17-го германского корпуса и принес замки захваченных 2 германских пушек!— А. А. Керсновский. История русской армии

## Знаки отличия полка
1. Полковое знамя Георгиевское с надписями: «За Севастополь в 1854 и 1855 годах» (отличие пожаловано Селенгинскому пехотному полку за Крымскую войну) и «1796—1896». С Александровской юбилейной лентой (пожаловано 29.11.1896 г.) 1-й батальон имеет Георгиевское знамя с надписью: «3а Севастополь в 1854 и 1856 гг.», пожалованное 30 августа 1856 г. Селенгинскому полку.
2. Поход за военное отличие. Пожалован 13.04.1813 г. Селенгинскому полку за отличия в Отечественной войне 1812 г.
3. Знаки на головные уборы с надписью: «За отличие». Пожалованы 6.04.1830 г. Селенгинскому полку за отличия в русско-турецкой войне 1828—1829 гг.

## Командиры полка
- 11.11.1863 — 25.10.1869 — подполковник (с 06.10.1864 полковник) Заика, Пётр Васильевич
- 31.10.1869 — 31.10.1877 — полковник Каппель, Фёдор Фёдорович
- 31.10.1877 — 30.04.1883 — полковник Франк, Николай Александрович
- 30.04.1883 — 12.10.1885 — полковник Гончаров, Фёдор Осипович
- 01.11.1885 — 07.05.1893 — полковник Коссович, Александр Игнатьевич
- 12.05.1893 — 14.08.1895 — полковник фон Поппен, Георгий Васильевич
- 14.08.1895 — 16.03.1900 — полковник Дуброва, Николай Михайлович
- 29.03.1900 — 22.02.1904 — полковник Марданов, Александр Яковлевич
- 07.03.1904 — 06.10.1906 — полковник Назаров, Дмитрий Александрович
- 06.10.1906 — 30.06.1909 — полковник Моисеенко-Великий, Борис Васильевич
- 01.07.1909 — хх.08.1914[2] — полковник Грибель, Фёдор Егорович
- 18.12.1914 — 13.06.1915 — полковник Вихирев, Александр Александрович
- 05.07.1915 — 07.10.1916 — полковник Агапеев, Всеволод Николаевич
- 06.11.1916 — 30.07.1917 — полковник Верёвкин, Николай Александрович
- 19.08.1917 — хх.хх.хххх — полковник Алексеев, Константин Васильевич